# Quetzalapa, Veracruz
Quetzalapa är en ort i Mexiko.   Den ligger i kommunen San Juan Evangelista och delstaten Veracruz, i den sydöstra delen av landet, 500 km öster om huvudstaden Mexico City. Quetzalapa ligger 77 meter över havet och antalet invånare är 159.
Terrängen runt Quetzalapa är platt. Runt Quetzalapa är det glesbefolkat, med 10 invånare per kvadratkilometer. Närmaste större samhälle är Aguilera, 17,2 km norr om Quetzalapa. Omgivningarna runt Quetzalapa är en mosaik av jordbruksmark och naturlig växtlighet.